# Unihockey-Bundesliga 2008/09
Die Unihockey-Bundesliga 2008/09 war die 15. Spielzeit um die deutsche Unihockey-Meisterschaft auf dem Großfeld der Herren. Der UHC Weißenfels gewann zum siebenten Mal in Folge den Meistertitel.

## Teilnehmer
Vor der Saison 2008/2009 gab es mehrere Zusammenschlüsse von regionalen Unihockey-Vereinen. Daraus entstanden dann einige neue Mannschaftsbezeichnungen:
- Unihockey Löwen Leipzig → MFBC Löwen Leipzig
- CFC Leipzig → SC DHfK Leipzig – Unihockeyteam CFC

Teilnehmer:
- UHC Sparkasse Weißenfels
- MFBC Löwen Leipzig
- SGBA Tempelhof Berlin
- TV Eiche Horn (Bremen)
- SC DHfK Leipzig – Unihockeyteam CFC
- UHC Döbeln
- Adelsberg Floor Fighters (Chemnitz)
- ETV Hamburg

## Hauptrunde
Der Modus der Vorsaison wurde beibehalten. In der Hauptrunde spielte jedes Teams jeweils zweimal (Hin- und Rückspiel) gegen jedes andere. Die ersten fünf Teams erreichten die Meisterrunde, in jener spielte jedes Team einmal gegen jedes andere dieser Runde; während die letzten drei Mannschaften in die Abstiegsrunde mussten. Dort trafen sie jeweils zweimal auf die anderen Teams der Runde. Nur der Sieger dieser Runde hat den direkten Klassenerhalt geschafft, die beiden Letztplatzierten spielten in Relegationsspielen gegen die Sieger der zweiten Bundesliga (Staffel Ost und West). Die Teams auf den Plätzen 1–5 spielten jetzt in der Meisterrunde um die Playoffplätze (Platz 1–4) in nur einem Spiel gegen jedes andere Team. Die Teams auf den Plätzen 5–8 spielten in der Abstiegsrunde jeweils zweimal gegen die anderen Teilnehmer der Runde – die beiden Ligaletzten spielten dann in Relegationsspielen gegen die Sieger der Playoffs der 2. Bundesliga. In beide Runden wurden die Punkte aus der Hauptrunde übernommen. Der UHC Sparkasse Weißenfels war bereits nach der Hauptrunde für die Meister-Playoffs qualifiziert.
| Pl. | Verein                              | Sp. | S  | U  | N  | SDS | SDN | Tore    | Diff. | Pkt. |
| --- | ----------------------------------- | --- | -- | -- | -- | --- | --- | ------- | ----- | ---- |
| 01. | UHC Sparkasse Weißenfels (M)        | 18  | 18 | 0  | 0  | 0   | 0   | 175:055 | +120  | 54   |
| 02. | MFBC Löwen Leipzig                  | 18  | 12 | 0  | 06 | 0   | 0   | 139:079 | +060  | 36   |
| 03. | SGBA Tempelhof Berlin               | 18  | 08 | 01 | 08 | 01  | 0   | 117:112 | +05   | 27   |
| 04. | TV Eiche Horn Bremen                | 18  | 07 | 01 | 09 | 01  | 0   | 086:131 | −045  | 24   |
| 05. | SC DHfK Leipzig – Unihockeyteam CFC | 18  | 07 | 0  | 10 | 0   | 01  | 099:117 | −018  | 22   |
| 06. | ETV Hamburg                         | 18  | 06 | 0  | 11 | 01  | 0   | 068:103 | −035  | 20   |
| 07. | UHC Döbeln 06                       | 18  | 05 | 0  | 11 | 0   | 02  | 099:131 | −032  | 17   |
| 08. | SG Adelsberg Floor Fighters         | 18  | 04 | 0  | 12 | 01  | 01  | 059:114 | −055  | 15   |

| Legende                                                         |
| --------------------------------------------------------------- |
| Teilnahme an der Meisterrunde; Qualifikation für das Halbfinale |
| Teilnahme an der Meisterrunde                                   |
| Teilnahme an der Abstiegsrunde                                  |
| Teilnahme an der Abstiegsrunde; Relegation                      |
| (M) Titelverteidiger                                            |
| (N) Aufsteiger                                                  |

## Relegation
|                             | Gesamt |                         | 5. April | 18. April |
| --------------------------- | ------ | ----------------------- | -------- | --------- |
| SG Adelsberg Floor Fighters | 0:2    | Red Devils Wernigerode  | 2:6      | 5:11      |
| UHC Döbeln                  | 2:0    | Unihockey Igels Dresden | 13:6     | 9:6       |

Die SG Adelsberg Floor Fighters stiegen somit in die 2. Unihockey-Bundesliga ab, während das Team des UHC Döbeln den Klassenerhalt schaffte.

## Playoffs
Die Playoffs wurden im Modus Best-of-Three ausgetragen. Im Halbfinale traf der Erstplatzierte nach Haupt- und Meisterrunde auf den Viertplatzierten und der zweite Platz auf den Dritten. Die Mannschaft des UHC Sparkasse Weißenfels konnte sich in der Saison 2008/2009 den Titel des deutschen Unihockey-Meister zum siebten Mal in Folge sichern.
|  | Halbfinale            | Halbfinale         |                       |   | Finale | Finale |
|  |                       |                    |                       |   |        |        |
|  | UHC Spark. Weißenfels | 2                  |                       |   |        |        |
|  | TV Eiche Horn Bremen  | 0                  |                       |   |        |        |
|  |                       |                    |                       |   |        |        |
|  |                       |                    |                       |   |        |        |
|  | UHC Spark. Weißenfels | 2                  |                       |   |        |        |
|  |                       | MFBC Löwen Leipzig | 0                     |   |        |        |
|  |                       |                    |                       |   |        |        |
|  | Spiel um Platz drei   |                    |                       |   |        |        |
|  |                       |                    | TV Eiche Horn Bremen  | 1 |        |        |
|  | MFBC Löwen Leipzig    | 2                  | SGBA Tempelhof Berlin | 2 |        |        |
|  | SGBA Tempelhof Berlin | 1                  |                       |   |        |        |

## Scorerwertung
Scorerwertung nach Hauptrunde:
| Top-Scorer                           | Top-Scorer | Top-Scorer | Top-Scorer | Top-Scorer |
| Spieler                              | Spiele     | Tore       | Assists    | Punkte     |
| ------------------------------------ | ---------- | ---------- | ---------- | ---------- |
| Paavo Haimila (UHC Weißenfels)       | 14         | 16         | 34         | 50         |
| Thomas Händler (UHC Weißenfels)      | 14         | 38         | 11         | 49         |
| Ingmar Penzhorn (SC DHfK Leipzig)    | 14         | 29         | 15         | 44         |
| Martin Müller (MFBC Löwen Leipzig)   | 13         | 27         | 13         | 40         |
| Jan Kratochvil (BA Tempelhof Berlin) | 14         | 20         | 17         | 37         |

Scorerwertung Playoffs:
| Top-Scorer                              | Top-Scorer | Top-Scorer | Top-Scorer | Top-Scorer |
| Spieler                                 | Spiele     | Tore       | Assists    | Punkte     |
| --------------------------------------- | ---------- | ---------- | ---------- | ---------- |
| Jan Kratochvil (BA Tempelhof Berlin)    | 6          | 7          | 10         | 17         |
| Eetuu Aalto (BA Tempelhof Berlin)       | 6          | 3          | 16         | 16         |
| Sebastian Bernieck (UHC Weißenfels)     | 3          | 4          | 12         | 16         |
| Aki Koskinen (UHC Weißenfels)           | 4          | 9          | 4          | 13         |
| Paavo Haimila (UHC Weißenfels)          | 4          | 6          | 5          | 11         |
| Torben Kleinhans (TV Eiche Horn Bremen) | 4          | 3          | 8          | 11         |

Scorerwertung gesamt:
| Top-Scorer                           | Top-Scorer | Top-Scorer | Top-Scorer | Top-Scorer |
| Spieler                              | Spiele     | Tore       | Assists    | Punkte     |
| ------------------------------------ | ---------- | ---------- | ---------- | ---------- |
| Paavo Haimila (UHC Weißenfels)       | 18         | 21         | 45         | 66         |
| Thomas Händler (UHC Weißenfels)      | 15         | 39         | 12         | 51         |
| Ingmar Penzhorn (SC DHfK Leipzig)    | 17         | 34         | 16         | 50         |
| Martin Müller (MFBC Löwen Leipzig)   | 15         | 29         | 13         | 42         |
| Jan Kratochvil (BA Tempelhof Berlin) | 17         | 22         | 19         | 41         |